# Giovanni Battista a Prato
Giovanni Battista a Prato (29. října 1812 Segonzano – 13. června 1883 Trento) byl rakouský novinář a politik italské národnosti z Tyrolska, během revolučního roku 1848 poslanec Říšského sněmu, později poslanec předlitavské Říšské rady.

## Biografie
V letech 1829–1833 studoval na kněžském semináři v Trentu, pak Brixenu. Roku 1835 byl vysvěcen na kněze. Od roku 1836 studoval ve Vídni na Augustineu. V roce 1841 získal titul doktora teologie. Roku 1842 nastoupil jako učitel náboženství na gymnáziu v Trentu. Byl členem vědecké společnosti Accademia degli Agiati v Trentu. Ta ho pověřila novou edicí bible. Od roku 1844 zastával funkci tajemníka této organizace.
Během revolučního roku 1848 se zapojil do politického dění. Začal žurnalisticky působit, nejprve v listu Bothen von und für Tirol und Vorarlberg. Podporoval odtržení etnicky většinově italských okresů Trento a Rovereto od Tyrolska. Tyto názory prezentoval na celoněmeckém Frankfurtském parlamentu, kde zasedal. Ve volbách roku 1848 byl také zvolen na rakouský ústavodárný Říšský sněm. Zastupoval volební obvod Rovereto v Tyrolsku. Uvádí se jako profesor náboženství. Patřil ke sněmovní levici.
Krátce působil jako učitel v Roveretu a pak byl v roce 1849 zbaven svého postu. Následně pracoval jako soukromý učitel. V roce 1850 založil list Il Giornalle del Trentino, který vycházel jen po čtrnáct měsíců. K této činnosti se vrátil až po obnovení ústavní vlády v 60. letech 19. století. V roce 1868 založil list Il Trentino a až do konce roku 1869 vykonával funkci jeho šéfredaktora. Pod jeho vedením měl list proitalskou orientaci.
Od roku 1870 byl poslancem Tyrolského zemského sněmu. Od roku 1872 byl členem místní politické organizace Societa nazionale liberale. V prvních přímých volbách do Říšské rady roku 1873 byl zvolen do Říšské rady (celostátní parlament). Zastupoval kurii městskou, obvod Trento, Cles atd. Rezignace na mandát byla oznámena na schůzi 20. října 1874. Po volbách v roce 1873 se uvádí coby jeden z 67 členů ústavověrného staroliberálního Klubu levice, vedeného Eduardem Herbstem. Patřil k Italské liberální straně v Tyrolsku a roku 1873 na Říšské radě navrhl společně s poslancem Carlem Dordim oddělení etnicky italských částí Tyrolska do samostatné korunní země. Z politického života se stáhl poté, co ztratil podporu liberálních kruhů pro své názory na náboženskou legislativu. Od roku 1876 ovšem znovu vstoupil do redakce listu Il Trentino.